# Герман Вебер
Герман Вебер — (нім. Hermann Weber; 11 березня 1896 — 23 лютого 1948 року), німецький конструктор мотоциклів, мотогонщик відомий як розробник всесвітньовідомого мотоцикла DKW RT-125.

## Діяльність

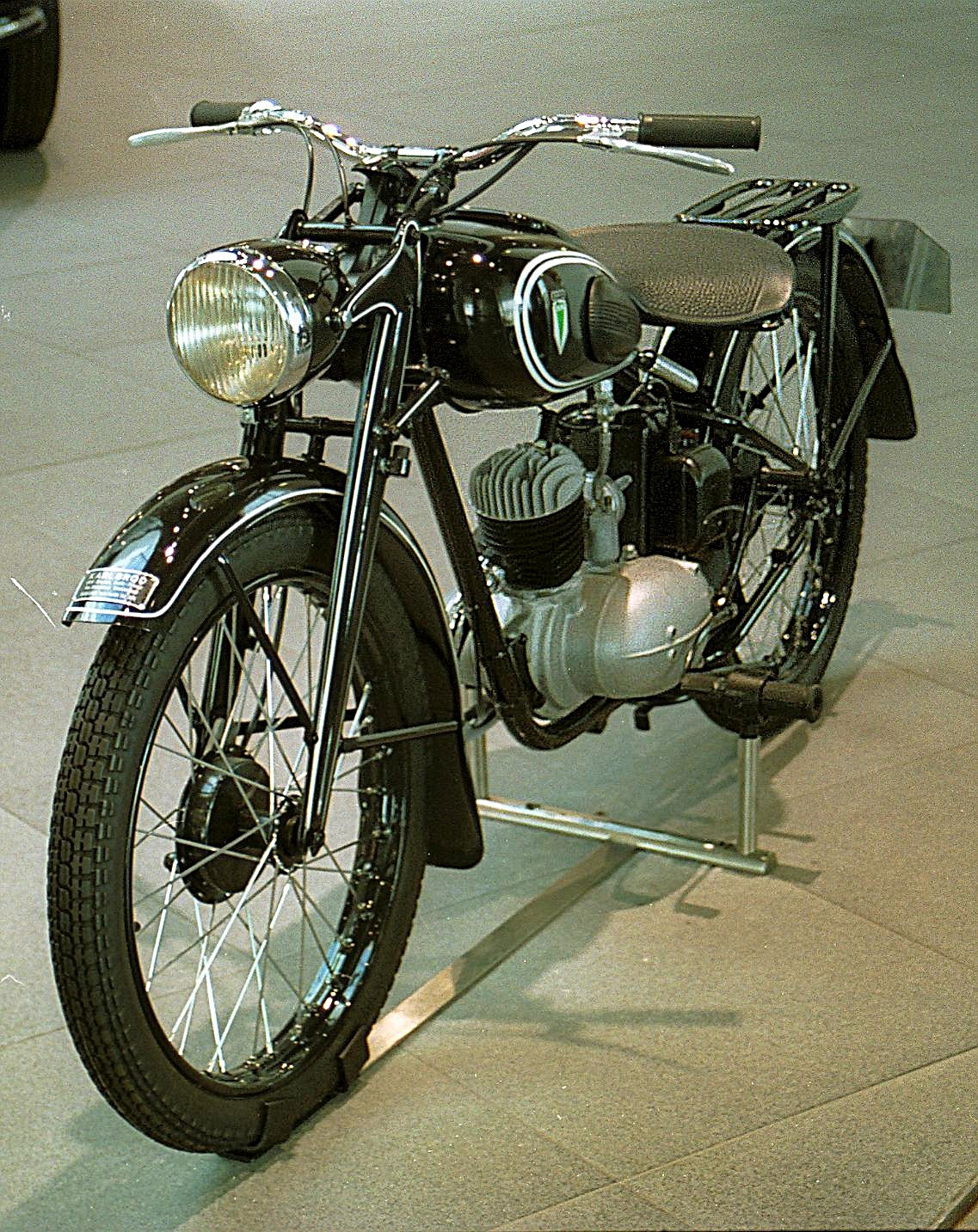
DKW RT 125 модель 1950 року, музей Audi Ingolstadt

У 1922 році Герман Вебер почав свою інженерну роботу на заводі фірми DKW в місті Цшопау. Він займався конструюванням мотоциклів, був призначений головним конструктором заводу. Першою його моделлю був легкий мотоцикл DKW ZL (Zschopauer Leichtmotorrad).
Вебер також очолив відділ гоночних мотоциклів DKW, крім того він сам брав участь у спортивних мотогонках, був неодноразовим призером низки престижних змагань.
У 1932 році фірма DKW придбала ліцензію Адольфа Шнюрле на метод петлевої продувки циліндра двотактного двигуна і ексклюзивне право його використання в бензинових двигунах. Два роки цей патент не знаходив застосування, поки Вебер не сконструював двигун об'ємом 97 куб. см. потужністю 2,5 к.с. для мотоцикла що отримав назву RT-100. Мотор був дуже вдалий і потужний для своєї кубатури.
Новий метод продувки циліндра вдало застосований Вебером, дозволив відмовитися від використання дефлектора на поршні, підвищити ефективність згоряння палива та потужність двигуна. Герман Вебер вперше застосував ножний перемикач передач на мотоциклетному моторі.
Наступна модель мотоцикла RT -125 з мотором об'ємом 125 куб. см. створена Вебером в 1939 році, стала революційною в історії мотоциклів.
Модель DKW RT-125 була найбільш копійованим в світі мотоциклом, його випускали з 1940 до 1965 року.
Після закінчення другої світової війни, місто Чопау виявилось в зоні радянської окупації. Підприємство DKW було демонтовано і як репарації вивезено в СРСР. Герман Вебер і ряд інших працівників заводу були інтерновані і направлені в м. Іжевськ для налагодження виробництва мотоцикла ІЖ-350 (копії DKW NZ 350).
У 1948 році Герман Вебер помер в Іжевську.